# Sambughetto
Sambughetto (Sambugòt nel dialetto locale e un tempo chiamata anche Sambughello) è una frazione del comune di Valstrona situata a 759  m s.l.m. Prima di essere aggregata a tale comune fu capoluogo di un comune autonomo.

## Geografia fisica
Il paese di Sambughetto è situato a mezza costa sul fianco meridionale della Valle Strona.

## Origini del nome
Il toponimo Sambughetto potrebbe derivare dal latino Saxum bucatum (sasso bucato), da cui il nome dialettale Sanbugòt.

## Storia

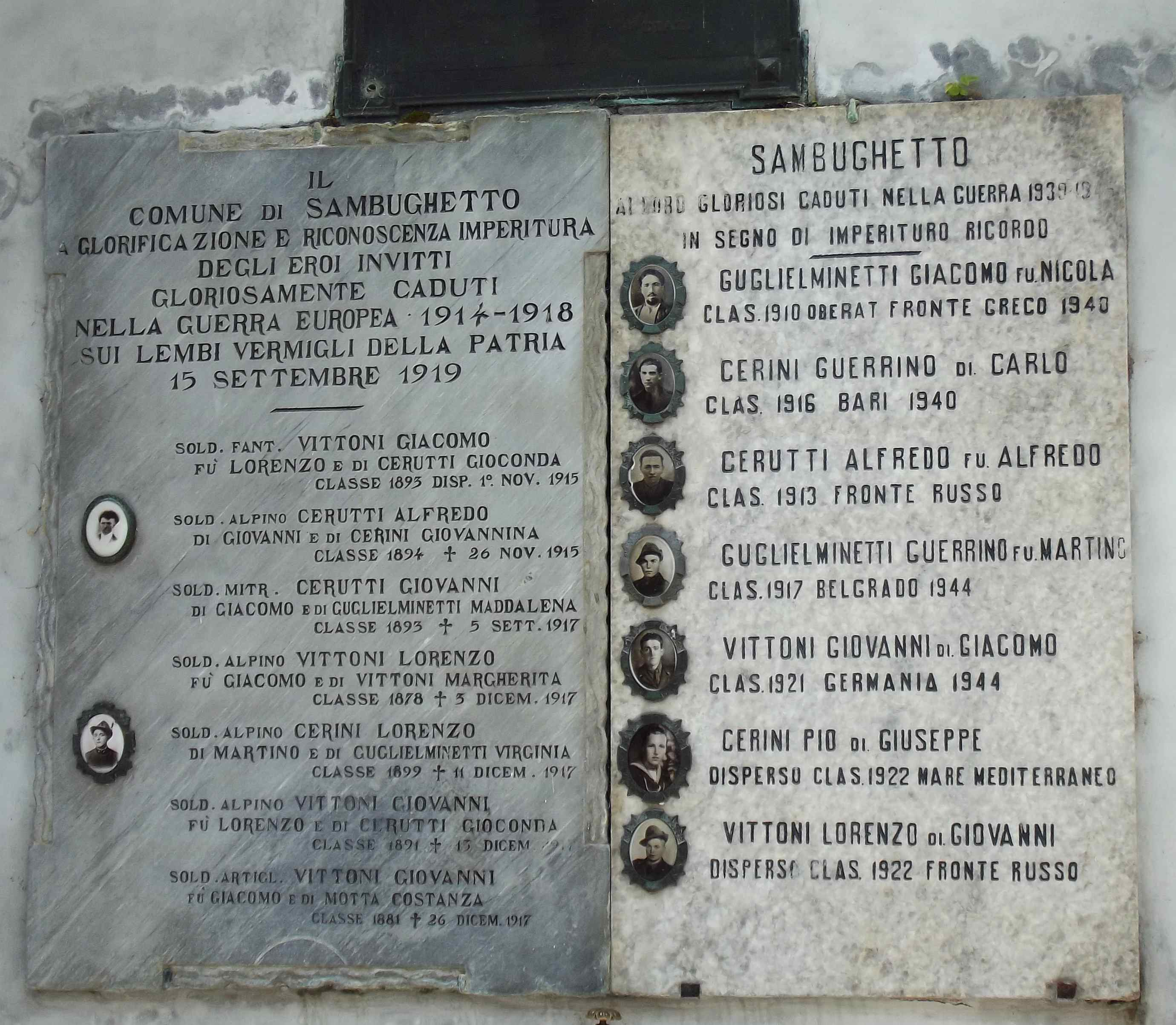
La lapide in memoria dei caduti in guerra dell'ex-comune

Nel 1861, sul Dizionario topografico dei Comuni compresi entro i confini naturali dell Italia di Attilio Zuccagni Orlandini, veniva segnalato che nello sterile territorio del paese, che allora contava 298 abitanti, trovasi una cava di marmo bianco lamellare.
Con il regio decreto  nr. 2521 del 22 dicembre 1927 i comuni di Sambughetto, Forno, Fornero, Luzzogno, Germagno, Loreglia e Massiola furono fusi nel nuovo comune di Valstrona, il cui capoluogo venne collocato sul fondovalle a Strona.  Nel dopoguerra Germagno, Loreglia e Massiola riottennero la propria autonomia mentre Sambughetto restò parte di Valstrona.
Il codice ISTAT del comune soppresso era 003881, il codice catastale (valido fino al 1983) era H748.

## Monumenti e luoghi d'interesse

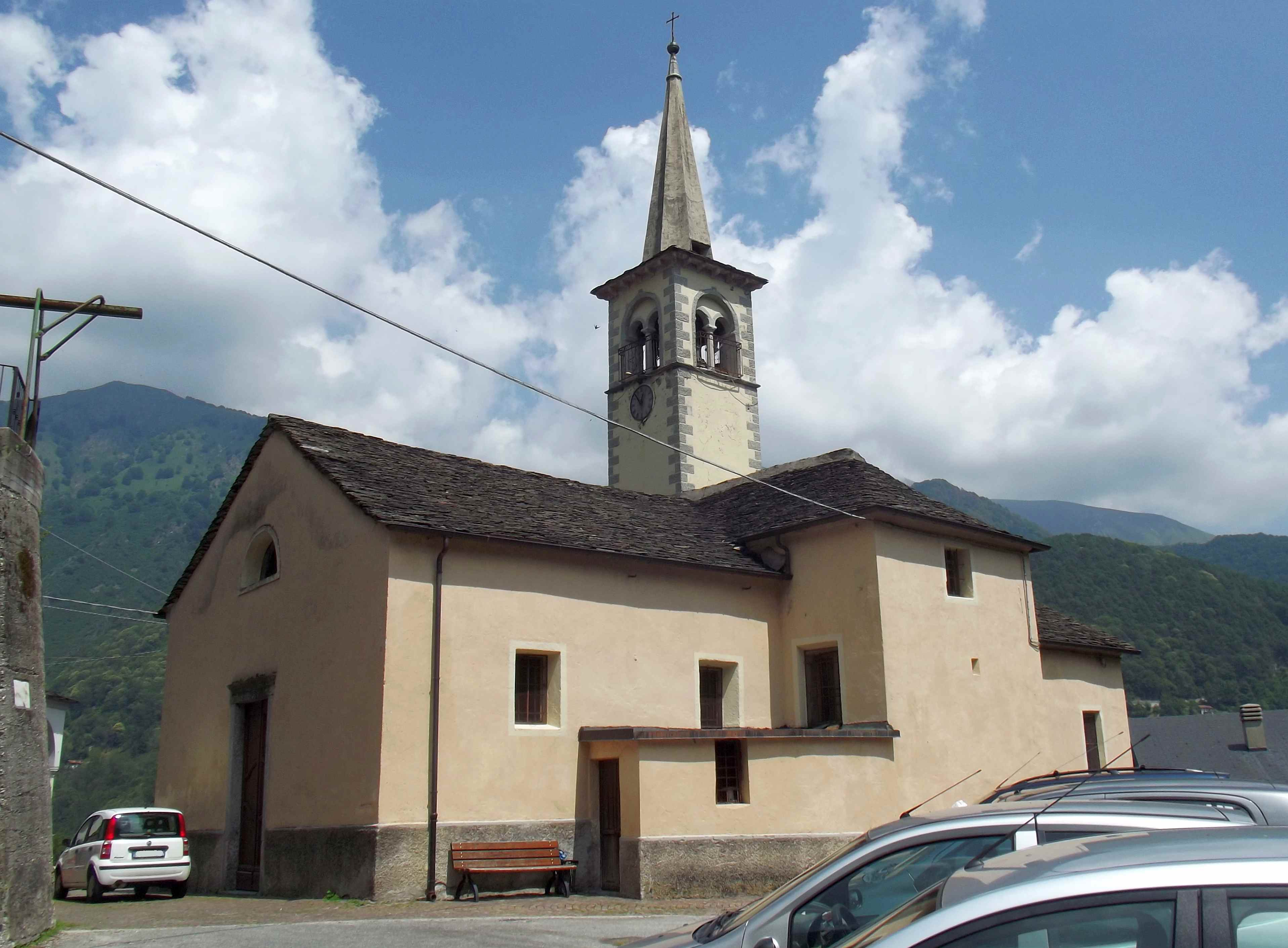
La chiesa parrocchiale

- Attorno a Sambughetto sono presenti varie cavità naturali; nella caverna delle Streghe e nella vicina grotta dell'Intaglio sono stati rinvenuti molti reperti paleontologici, tra i quali tracce della presenza dell'ursus spelaeus.
- Parrocchiale di San Lorenzo, situata all'ingresso del paese.

## Economia

### Artigianato
Per quanto riguarda l'artigianato, importante è la lavorazione del legno finalizzata alla realizzazione di vari oggetti, tra i quali le pale (sesul).